# Västra Mörtsjön, Jämtland
Västra Mörtsjön är en sjö i Ragunda kommun i Jämtland och ingår i Indalsälvens huvudavrinningsområde. Sjön har en area på 2,45 kvadratkilometer och ligger 236 meter över havet. Sjön avvattnas av vattendraget Mörtån (Blekån).

## Delavrinningsområde
Västra Mörtsjön ingår i det delavrinningsområde (701059-149065) som SMHI kallar för Utloppet av Västra Mörtsjön. Medelhöjden är 290 meter över havet och ytan är 13,69 kvadratkilometer. Räknas de 29 avrinningsområdena uppströms in blir den ackumulerade arean 290,68 kvadratkilometer. Mörtån (Blekån) som avvattnar avrinningsområdet har biflödesordning 2, vilket innebär att vattnet flödar genom totalt 2 vattendrag innan det når havet efter 154 kilometer. Avrinningsområdet består mestadels av skog (69 procent). Avrinningsområdet har 2,43 kvadratkilometer vattenytor vilket ger det en sjöprocent på 17,8 procent.